# 로봇 수술
로봇 수술(영어: robotic surgery)은 수술 도구를 움직일 수 있는 로봇을 의사가 제어하며 하는 수술이다. 외과에서 주로 사용되나 다양한 의학 분야에서 응용되고 있다.
복강경 수술이나 내시경 수술 등에 쓰인다. 내시경 수술이란 기존의 피부 절개를 통해 시행하는 수술이 아닌 내시경을 통해 진행하는 수술을 말하며, 복강경 수술이란 하나 또는 여러 개의 구멍을 뚫어 수술을 시행하는 것이다.

## 개요와 역사
과거 내시경이 개발되면서 인체를 절개하지 않아도 체내의 특정 부위를 관찰하고 검사할 수 있게 되었다. 내시경 기술이 개선됨에 따라 내시경의 직경이 가늘어졌다. 내시경과 함께 가느다란 와이어, 간단한 도구를 투입하여 조직검사를 하고 지혈 할 수 있는 단계에 이른다. 그리고 첨단 컴퓨터의 발달과 기계공학의 발전은 이제 각 분야에서 로봇의 역할을 확대시키고 이제는 의료의 중요한 역할도 담당하는 시대가 되었다. 실제 로봇의 의학 응용은 1990년대에 들어 매우 연구가 활발해지고 실용화되기 시작하였다. 2000년대에 들어서는 수술로봇이 대중화되기 시작하면서 인튜이티브서지컬(Intuitive Surgical) 사의 ‘다빈치 로봇 수술기’를 활용한 다빈치 수술이 활성화되고 있다.
최근에는 배꼽을 통해 약 2.5cm 미만의 구멍 하나만으로 수술하는 단일공 다빈치로봇수술이 주목받고 있는데 단일공 로봇수술(Single-Site)은 현재로서 가장 진보된 수술법이라고 볼 수 있다. 배꼽 부분에 약 2.5cm 미만의 구멍을 내어 수술하기 때문에 흉터가 적다. 또 수술 공간과 시야 확보가 용이하며 미세하고 정교한 수술이 가능하다는 장점이 있다. 이러한 단일공 로봇수술은 통증과 출혈이 적고 회복이 빨라 환자의 만족도가 높은 편이다.

## 수술용 로봇의 종류

### 다빈치 로봇 수술기
다빈치 로봇수술기는 미국 인튜이티브서지컬(Intuitive Surgical) 사에 의해 1999년 처음 출시되어 현재 많은 나라에서  산부인과, 외과, 비뇨기과, 심장, 흉부 외과 등의 여러 수술에 이용되고 있다. 다빈치 로봇수술기는 최소 절개를 통해 복잡한 수술을 원활히 수행할 수 있도록 설계된 정교한 수술 플랫폼으로 의사가 앉아서 수술을 하는 조종간(console), 환자가 수술을 받는 환자 카트(patient cart), 비전 카트로 구성되어 있다.
다빈치 로봇수술기는 고화질 3D 영상과 10배까지 확대된 시야를 포함한 다양한 기능을 제공한다. 의사는 다빈치 로봇수술기를 조종하여 자신의 손 움직임을 환자 체내의 소형 기구로 전달해 수술한다.
현재까지 전 세계적으로 다빈치 로봇수술기를 이용하여 300만 건 이상의 수술이 성공적으로 이루어졌다. 다빈치 로봇수술기의 기능은 복잡하고 어려운 수술에서 특히 효과적이며, 전립선, 자궁 경부, 자궁, 결장/직장암 및 심장 질환과 유섬유종 등의 질환을 치료하기 위한 최소침습수술에 유용하다.
다빈치 로봇수술기의 사용은 선진국의 거의 모든 우수 대학 병원과 수련 병원에 사용하고 있을 정도로 이미 보편화되었다.

### 로보닥
이 로봇은 인공관절 삽입시술에 있어 정교한 뼈의 절삭을 위해 사용되는 로봇이다.
정형외과의 슬관절, 고관절 수술에 사용되며 올소닥과 로보닥의 구성으로 이루어져 있다.
- 올소닥(ORTHODOC):CT이미지를 이용하여 수술 전 계획을 수립하는 workstation system으로 수술 전 계획을 수립하는 Pre-Surgical Planning computer이다. CT영상을 바탕으로 Axial view, AP(Anterior/Posterior) view, Lateral view를 재구성하고, 재구성한 3개의 영상을 활용하여 환자에게 가장 알맞은 보철물의 크기/위치/각도 등을 설정할 수 있다.
- 로보닥(ROBODOC):ORTHODOC에서 수립된 수술계획을 바탕으로 로보닥 전용 커터를 이용하여 환자의 뼈를 정밀하게 절삭한다.

또한 BMM(Bone Motion Monitor)을 이용하여 환자의 움직임을 감시하고 수술과정을 실시간 확인할 수 있다.

### 이솝
이솝은 복강경 시술시 보조의사의 역할을 대신하여 주는 로봇으로 단순한 1개의 로봇 팔에 카메라를 연결한 후 카메라의 위치를 시술자의 명령에 따라 좌우 혹은 상하의 조절을 하는 로봇이다. 이는 시술자와 보조의사간의 잘못된 의사전달로 인한 수술 시간의 지연이나 보조의사의 피로에 따른 사고 위험성을 줄이는데 커다란 도움이 된다.

### 제우스
이솝의 안정적 작동에 로봇응용이 확대되면서 원격 수술을 위한 로봇을 탄생시켰다. 이는 시술자의 양손을 로봇이 대신 하여 수술 기구를 잡아주고 의사의 시술 동작을 로봇이 따라 하도록 한 수술용 로봇이었다. 하지만 제우스의 경우 단순히 복강경 기구를 잡아 주는 역할만 가능하였고 입체적 영상 전달이 불가능하여 원격 수술의 가능성만을 확보한 체 실제 의료에 큰 역할을 하지 못하고 제품의 생산과 사용이 중단되었다.

## 현황

### 수술 가능 분야
정교함과 세밀함이 특별히 요구되는 수술에 로봇수술 시스템의 이용가치가 크다.
대표적 수술로는 전립선암에 대한 근치적 전립선절제술을 들 수 있다. 전립선은 의사의 접근이 비교적 어려운 좁은 골반강 내에 위치하고 있으며, 보통 호두알에서부터 자두 정도의 작은 크기여서 기본적으로 수술이 어렵다. 따라서 암수술이 성공적으로 이뤄졌다 하더라도 연관 조직의 부분적 손상에 따른 수술 중 다량의 출혈, 수술 후 요실금, 성기능장애의 발생은 어느 정도는 불가피한 것으로 여겨져 왔다. 그러나 로봇을 넣어진행하는 복강경 수술이므로 가스의 압력만으로도 지혈효과가 있어 전립선절제술 시 개복수술에 비해 출혈이 훨씬 적다는 장점이 있다. 그리고 확대시킨 3차원 영상과 로봇 팔의 섬세한 움직임을 통해 전립선 표면의 신경과 혈관을 잘 구분해 전립선을 벗길 때 이들을 잘 보존할 수 있고 요도의 길이도 충분히 확보할 수 있다.
최근엔 로봇수술 시스템의 영역이 점차 확대돼 복강 내의 대장암과 위암 수술과 갑상선 수술에도 활발하게 이용하고 있으며, 비뇨기과의 부분 신절제술, 신우 및 요관 재건술, 방광절제술, 부인과의 자궁 적출술, 자궁근종수술 등에도 적용하고 있다.

### 수술비용
현재 대한민국 암환자는 건강보험 본인부담금의 5%만 부담하면 되지만, 로봇수술은 건강보험 혜택을 전혀 받을 수 없기 때문에 모든 비용을 환자가 전액 부담해야 한다. 로봇수술로 가장 많이 시술하는 전립선암 제거수술 비용은 국내 병원에서 700만~1천500만원, 갑상선암 수술비는 평균 700만~1천만원이다.

## 장점과 단점

### 장점
- 작은 구멍만 뚫기 때문에 출혈이나 감염의 위험이 적다. 따라서 수술 후 통증도 적고 회복도 빨라 퇴원을 빨리 할 수 있다.
- 3D 영상 지원과 최대 10배의 확대 기능을 활용해 섬세한 수술이 가능하다. 이는 특히 림프절 절제와 같은 미세한 조직의 정밀한 수술시 유용하다는 견해가 있다. (미세조정능력)
- 의사의 미세한 손 떨림을 방지함으로써 더욱 안전하게 수술을 진행할 수 있다.
- 개복 수술법에 비해 절개 부위가 작아 흉터가 적으므로 미용적인 효과가 있다.[1]
- 손목 기능이 있는 로봇 팔은 상하좌우와 회전도 가능해 사람 손으로는 도달하기 어려운 곳까지 수술할 수 있다. 따라서 수술의 완성도가 높아진다.[2]

### 단점
- 로봇 수술에 준비해야하는 시간이 숙련 정도에 차이가 나지만 길다. 때문에 긴급하게 수술을 하기가 어렵다.[3]
- 로봇을 조작하기만 할 수 있고 장기를 손으로 만질 수 없기 때문에 장기나 종양의 종류를 정교하게 판별하기 어렵다.[4] 따라서 기계가 얼마만큼의 힘을 가하는지 정확히 알 수 없어 힘 조절을 위한 숙련이 필요하다.[5]
- 수술에 따라 다르지만 비용이 700만원에서 최대 1,300만원에 이른다. 수술 비용이 이렇게 비싼 이유는 로봇 자체가 워낙 고가의 장비이기 때문인데 가격이 한 대당 약 30억원 정도인 것으로 알려져 있다.[3]

## 인술과 로봇 수술의 차이점
로봇수술이 도입되기 전, 의사들은 환자를 개복하고 손으로 암을 만지면서 수술하였다. 반면 현대에 들어서 로봇수술은 수술 중간에 수술을 마음대로 중단할 수 있는 장점이 있지만, 시술자가 수술하는 대로 로봇이 그대로 이동하기 때문에 기계가 하는 것처럼 딱딱하게 느껴진다. 특히 로봇은 환자의 수술부위에 대한 감각이 없어 수술경험이 많고 숙련된 전문가가 하지 않으면 위험할 수도 있는데, 이는 의사가 직접 개복해 만지거나 응급상황 시 항상 대처가 가능하지만 로봇은 먼 거리에서 원격 조종되기 때문에 감각이 전혀 없어 대처가 안 되기 때문이다.